# 스뱌토슬라프 2세

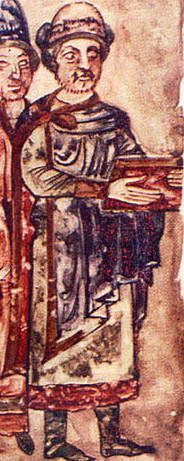
스뱌토슬라프 2세

스뱌토슬라프 2세(러시아어: Святослав Ярославич 스뱌토슬라프 야로슬라비치[*], 1027년 ~ 1076년 12월 27일)는 키예프 대공국의 대공(재위: 1073년 ~ 1076년)이다. 류리크 왕조 출신이며 세례명은 미하일이다.

## 생애
야로슬라프 1세 대공의 아들로 태어났다. 그의 어머니는 스웨덴의 올로프 솃코눙 국왕의 딸인 잉에예르드 올로프스도테르(Ingegerd Olofsdotter)이다. 1040년경부터 1054년까지 블라디미르 공작, 1054년부터 1077년까지 체르니히우 공작을 역임했다. 1068년에는 키예프 대공국 남부를 침공한 쿠만인 군대를 물리쳤다.
1073년 자신의 형인 이자슬라프 1세를 몰아내고 키예프 대공으로 즉위했다. 1073년과 1076년에는 성경, 신학에 관한 문헌을 발췌한 《스뱌토슬라프 선집》을 편찬했다.
1076년 12월 27일 자신의 몸에 난 상처가 심해지면서 사망했다. 그의 시신은 체르니히우 대성당에 안치되었다.
| 전임 이자슬라프 1세 | 키예프 대공 1073년 ~ 1076년 | 후임 프세볼로트 1세 |